# ريان نيكولز
ريان نيكولز (بالإنجليزية: Ryan Nicholls)‏ هو لاعب كرة قدم ومدرب كرة قدم بريطاني في مركز الوسط، ولد في 10 مايو 1973 في كارديف في المملكة المتحدة. لعب مع كارديف سيتي وليدز يونايتد ونادي آبريستويث تاون ونادي سترومسغودست.

## وصلات خارجية
- ريان نيكولز على موقع Soccerbase.com (لاعب) (الإنجليزية)